# Гвардейский проспект (Калининград)
Гвардейский проспект — проспект в западной части Калининграда, расположен в Центральном и Ленинградском районах. Начинается у площади Победы, идёт вдоль Второго вального кольца и заканчивается перекрёстком с улицей Маршала Баграмяна.

### Знаковые постройки
На Гвардейском проспекте есть несколько исторических построек, например, Аусфальские ворота (1866), Железнодорожные ворота (1889), вокзал Холлэндербаум (1929) . Примечательны ещё памятник 1200 гвардейцам, астрономический бастион.
Вдоль проспекта идёт железная дорога, соединяющая Северный и Южный вокзалы; она же ограничивает и парк Победы.

#### История
До переименования часть проспекта (до пересечения с ул. Театральной) называлась улицей Дойчорденринг (нем. Deutschordenring).